# Lixus (insecte)
Pour les articles homonymes, voir Lixus.
Genre
Lixus est un genre d'insectes coléoptères de la tribu des Lixini (sous-famille des Lixinae, famille des Curculionidae).

## Description
Les espèces de ce genre sont caractérisées par un corps long et cylindrique avec un prothorax plus long que large et des élytres étroits et bien séparés sur le haut. Les femelles possèdent un rostre noir brillant et les mâles un rostre de même couleur que le corps.

## Liste des espèces
Selon GBIF (17 février 2024) :
- Lixus abdominalis Boheman, 1836
- Lixus aberratus Boheman, 1836
- Lixus achyranthis Marshall, 1930
- Lixus acicularis E.F.Germar, 1823
- Lixus aciculatirostris Boheman, 1843
- Lixus acirostris Chittenden, 1930
- Lixus acuminatus Boheman, 1836
- Lixus acupictus Villa & Villa, 1833
- Lixus acutus Boheman, 1843
- Lixus adspersus Boheman, 1836
- Lixus aemulus Petri, 1928
- Lixus aeneus Cristofori & Jan, 1832
- Lixus aenigma Kolbe, 1898
- Lixus aequatorialis Petri, 1928
- Lixus aeruginosus Capiomont, 1874
- Lixus aethiopiae Csiki, 1934
- Lixus aethiopicus Petri, 1912
- Lixus aethiops Schoenherr, 1835
- Lixus affinis Boheman, 1843
- Lixus akonis Kôno, 1929
- Lixus albicornis Fairmaire, 1904
- Lixus albinae Formánek, 1925
- Lixus albisetiger Chittenden, 1930
- Lixus albocinctus Fahraeus, 1871
- Lixus alboguttatus Boheman, 1836
- Lixus albolineatus Lea, 1898
- Lixus albomaculatus Pic, 1923
- Lixus albomarginatus Boheman, 1843
- Lixus albopictus Reitter, 1892
- Lixus albovittatus Pic, 1919
- Lixus algiroides Voss, 1962
- Lixus alpinus Hustache, 1929
- Lixus ambositrensis Hustache, 1920
- Lixus amitinus Kolbe, 1898
- Lixus amoenus Faust, 1888
- Lixus amplexus Casey, 1891
- Lixus amplirostris Petri, 1904
- Lixus amurensis Faust, 1887
- Lixus anguiculus Boheman, 1836
- Lixus anguinus (C.Linnaeus, 1767)
- Lixus angulicollis Faust, 1889
- Lixus angusticollis Boheman, 1836
- Lixus angustus (Herbst, 1795)
- Lixus antennatus Motschulsky, 1853
- Lixus anthracinus Faust, 1889
- Lixus anthrax Petri, 1928
- Lixus apfelbecki Petri, 1904
- Lixus appendiculatus Germar, 1819
- Lixus apterus Champion, 1902
- Lixus araticollis Marshall, 1940
- Lixus arcurostris Petri, 1912
- Lixus arnoldiorum Ter-Minasian, 1966
- Lixus arundinis C.P.Thunberg, 1815
- Lixus ascanii (C.Linnaeus, 1767)
- Lixus ascanioides Villa & Villa, 1844
- Lixus ascanoides Villa & Villa, 1833
- Lixus asiaticus Petri, 1904
- Lixus asper LeConte, 1876
- Lixus aspericollis Chittenden, 1930
- Lixus assiniensis Hustache, 1932
- Lixus astrachanicus Faust, 1883
- Lixus atriplicis Becker, 1864
- Lixus atticus Desbrochers, 1893
- Lixus auctus LeConte, 1857
- Lixus augurius Boheman, 1836
- Lixus auricillatus Boheman, 1843
- Lixus auriculatus C.R.Sahlberg, 1823
- Lixus auritus Boheman, 1836
- Lixus aurivillii Csiki, 1934
- Lixus australis Boisduval, 1835
- Lixus avuncularius Kolbe, 1898
- Lixus babaulti Hustache, 1936
- Lixus baculiformis Petri, 1904
- Lixus baculus Gerstaecker, 1871
- † Lixus balazuci Voisin & Nel, 1993
- Lixus balcanicus Petri, 1904
- Lixus bambalio E.F.Germar, 1823
- Lixus barbarus Boheman, 1843
- Lixus barbiger Dohrn, 1884
- Lixus bardanae (J.C.Fabricius, 1787)
- Lixus basilaris Boheman, 1843
- Lixus beauprei Pic, 1905
- Lixus biangulifer Marshall, 1936
- Lixus bicostalis Petri, 1912
- Lixus bidens Capiomont, 1874
- Lixus bidentatus Kolbe, 1898
- Lixus bifasciatus Petri, 1904
- Lixus bifossatus Kolbe, 1898
- Lixus bifoveatus Chevrolat, 1881
- Lixus biimpressus Gyllenhal, 1836
- Lixus bimbiensis Hustache, 1936
- Lixus binodulus Boheman, 1836
- Lixus binotatus Boheman, 1835
- Lixus biplicatus Chevrolat, 1881
- Lixus bisarmatus Petri, 1928
- Lixus bischoffi Fall, 1922
- Lixus bisinuatus Petri, 1928
- Lixus biskrensis Capiomont, 1874
- Lixus bisulcatus Faust, 1896
- Lixus bituberculatus Smreczynski, 1968
- Lixus bituberosus Fairmaire, 1904
- Lixus bivirgatus Desbrochers, 1898
- Lixus blakeae Chittenden, 1928
- Lixus blatchleyi Csiki, 1934
- Lixus blondina
- Lixus boehmi Hartmann, 1909
- Lixus bolivianus Petri, 1928
- Lixus bonguensis Hartmann, 1900
- Lixus borneanus Petri, 1914
- Lixus brachyrhinus Boheman, 1843
- Lixus brachysomus Petri, 1928
- Lixus brasilianus Petri, 1928
- Lixus brasiliensis Schneider, 1828
- Lixus breviatus Desbrochers, 1891
- Lixus brevicaudatus Petri, 1912
- Lixus brevicaudis Petri, 1904
- Lixus breviculus Champion, 1910
- Lixus brevipennis Ruter, 1939
- Lixus brevipes Brisout, 1866
- Lixus brevipes C.N.F.Brisout de Barneville
- Lixus brevirostris Boheman, 1836
- Lixus brevis Petri, 1928
- Lixus breweri Pascoe, 1874
- Lixus buchanani Chittenden, 1930
- Lixus caesareus Petri, 1914
- Lixus caffer Gyllenhal, 1836
- Lixus caffrarius Csiki, 1904
- Lixus calandroides Randall, 1838
- Lixus californicus Motschulsky, 1845
- Lixus callosus Boheman, 1845
- Lixus camerunus Petri, 1912
- Lixus canaliculatus Boheman, 1843
- Lixus canescens Fischer de Waldheim, 1835
- Lixus canescens Steven, 1829
- Lixus capiomonti Faust, 1883
- Lixus capitalis Petri, 1928
- Lixus capitatus Chittenden, 1930
- Lixus cardui Aurivillius, 1921
- Lixus carinatus Boheman, 1836
- Lixus carinellus Boheman, 1843
- Lixus carinerostris Boheman, 1843
- Lixus carinicollis Fahraeus, 1871
- Lixus cariniger Petri, 1912
- Lixus caroli Hartmann, 1906
- Lixus castellanus Chevrolat, 1865
- Lixus catati Hustache, 1920
- Lixus caucasicus Petri, 1904
- Lixus caudatus Champion, 1902
- Lixus caudifer LeConte, 1876
- Lixus caudiger Petri, 1928
- Lixus causticus Faust, 1886
- Lixus cavatus Petri, 1928
- Lixus cavicollis Blatchley, 1922
- Lixus cavipennis Petri, 1928
- Lixus centaureae
- Lixus chawneri Wollaston, 1854
- Lixus cheiranthi Wollaston, 1854
- Lixus chevrolati Boheman, 1843
- Lixus christophi Faust, 1892
- Lixus chulliati Hustache, 1920
- Lixus cinerascens Boheman, 1836
- Lixus cinerascens Schönherr, 1832
- Lixus cinnabarinus Waltl, 1839
- Lixus circumcinctus Boheman, 1836
- Lixus circumdatus Boheman, 1836
- Lixus circumscriptus Petri, 1912
- Lixus clathratus Desbrochers, 1891
- Lixus cleoniformis Petri, 1904
- Lixus cleonoides Chittenden, 1930
- Lixus coarctatus Klug, 1833
- Lixus coarcticollis Boheman, 1843
- Lixus coenobita
- Lixus colchicus Petri, 1904
- Lixus collaris Petri, 1928
- Lixus collarti Hustache, 1934
- Lixus coloradensis Chittenden, 1930
- Lixus coloratus Petri, 1904
- Lixus columbianus Petri, 1928
- Lixus comparabilis Kolbe, 1898
- Lixus compressicollis J.Thomson, 1858
- Lixus concavus Say & T., 1832
- Lixus confinis Petri, 1904
- Lixus conformatus Csiki, 1934
- Lixus conformis Capiomont, 1874
- Lixus confusus Desbrochers, 1904
- Lixus conicollis Boheman, 1836
- Lixus conicus Petri, 1914
- Lixus coniformis Csiki, 1934
- Lixus connivens Gyllenhal, 1836
- Lixus consenescens Boheman, 1836
- Lixus constrictus Boheman, 1836
- Lixus contractus Gemminger, 1871
- Lixus convexicollis Petri, 1904
- Lixus copiosus Lea, 1899
- Lixus coriaceus Petri, 1914
- Lixus corpulentus Petri, 1912
- Lixus costalis Boheman, 1836
- Lixus costatus Germar, 1824
- Lixus costipennis Petri, 1912
- Lixus costirostris Seidlitz, 1891
- Lixus costulatus Kolbe, 1898
- Lixus cottyi Desbrochers, 1904
- Lixus coutieri Hustache, 1920
- Lixus crassipes Megerle
- Lixus crassipunctatus Chittenden, 1930
- Lixus crassulus Notman, 1920
- Lixus cretaceus Chevrolat, 1866
- Lixus creteopictus Wollaston, 1867
- Lixus cribricollis Boheman, 1836
- Lixus criniger Illiger
- Lixus crinipes Quedenfeldt, 1888
- Lixus cruciferae Hoffmann, 1956
- Lixus crux Petri, 1928
- Lixus cuneiformis Fahraeus, 1871
- Lixus curtipennis Hustache, 1923
- Lixus curtirostris Tournier, 1878
- Lixus curtulus Petri, 1928
- Lixus curvinasus Kolbe, 1898
- Lixus curvirostris Capiomont, 1874
- Lixus cylindraceus Boheman, 1836
- Lixus cylindroides Schoenherr, 1836
- Lixus cylindrus Gültekin, 2010
- Lixus cynarae Graells, 1858
- Lixus cynarophilus Capiomont, 1874
- Lixus davidiani Gultekin & Korotyaev, 2012
- Lixus deceptus Blatchley & Leng, 1916
- Lixus declivis Germ., 1819
- Lixus decorsei Hustache, 1920
- Lixus defloratus (A.G.Olivier, 1807)
- Lixus delatus Kuschel, 1950
- Lixus denticollis Petri, 1904
- Lixus dentipes Champion, 1902
- Lixus denudatus Zoubkoff, 1833
- Lixus depressipennis Roelofs, 1873
- Lixus depressirostris Petri, 1914
- Lixus depressus Boheman, 1843
- Lixus deremius Kolbe, 1898
- Lixus desbrochersi Hoffmann, 1957
- Lixus descarpentriesi Hustache, 1920
- Lixus deserticola Hoffmann, 1957
- Lixus desertorum Petri, 1904
- Lixus devillei Hoffmann, 1955
- Lixus difficilis Capiomont, 1874
- Lixus discedens Petri, 1912
- Lixus discolor Boheman, 1836
- Lixus discrepans Petri, 1928
- Lixus discretus Petri, 1928
- Lixus dissimilis Chittenden, 1930
- Lixus distinctus Germar, 1824
- Lixus distinguendus Desbrochers, 1893
- Lixus distortus Csiki, 1934
- Lixus diutinus Faust, 1883
- Lixus divaricatus Motschulsky, 1860
- Lixus dogoanus Hoffmann, 1954
- Lixus dohrni Faust, 1889
- Lixus dolus Faust, 1883
- Lixus dorsalis Reiche, 1850
- Lixus dorsotinctus Fairmaire, 1904
- Lixus dregei Boheman, 1843
- Lixus dubiosus Petri, 1928
- Lixus dubitabilis Fairmaire, 1875
- Lixus duplicatus Fremuth, 1983
- Lixus duponti Schoenherr, 1843
- Lixus elegans Petri, 1928
- Lixus elegantulus Boheman, 1843
- Lixus elendeensis Hustache, 1936
- Lixus elephantulus Chittenden, 1930
- Lixus elongatulus Petri, 1928
- Lixus elongatus (J.C.Fabricius, 1775)
- Lixus emeljanovi Ter-Minasian, 1973
- Lixus encaustes Faust, 1890
- Lixus erysimi
- Lixus eschscholtzii Boheman, 1835
- Lixus eucylindrus Kolbe, 1898
- Lixus euphorbiae Capiomont, 1874
- Lixus evanescens Petri, 1928
- Lixus eversmanni Hochhuth, 1847
- Lixus ewaldi Alziar, 1978
- Lixus exaratus Klug, 1850
- Lixus excavaticollis Boheman, 1843
- Lixus excelsus Faust, 1891
- Lixus excoriatus Illiger
- Lixus eximius Casey, 1891
- Lixus eylandti Petri, 1904
- Lixus fahraei Csiki, 1904
- Lixus fairmairei Faust, 1890
- Lixus fallax Boheman, 1843
- Lixus farinifer Reitter, 1892
- Lixus fariniferus Desbrochers, 1898
- Lixus farinosulus Csiki, 1934
- Lixus farinosus Boisduval, 1835
- Lixus fasciatus Petri, 1906
- Lixus fascicularis
- Lixus fasciculatus Boheman, 1836
- Lixus fascifarius Reitter, 1895
- Lixus fastigatus Petri, 1912
- Lixus fausti Petri, 1904
- Lixus favens Boheman, 1836
- Lixus fecundus Faust, 1892
- Lixus ferrugatus Sturm, 1826
- Lixus ferrugineus Sturm, 1826
- Lixus ferulae Ter-Minasian, 1985
- Lixus ferulaginis Apfelbeck, 1899
- Lixus figuratus Fahraeus, 1871
- Lixus filiformis Schoenherr
- Lixus filum Faust, 1884
- Lixus fimbriolatus Boheman, 1836
- Lixus fissirostris Petri, 1912
- Lixus flaveolus Motschulsky, 1843
- Lixus flavescens Boheman, 1836
- Lixus flavicornis Boheman, 1843
- Lixus flavipunctatus Zumpt, 1936
- Lixus flexipennis Chittenden, 1930
- Lixus floccosus Fairmaire, 1904
- Lixus formaneki Reitter, 1895
- Lixus formosus Petri, 1928
- Lixus fossus LeConte, 1876
- Lixus foveatostriatus Csiki, 1934
- Lixus foveinotus Petri, 1928
- Lixus foveiventris Desbrochers, 1904
- Lixus foveolaticollis Ter-Minasian, 1972
- Lixus foveolatus Boheman, 1836
- Lixus frater Faust, 1895
- Lixus fraternus Petri, 1912
- Lixus fumidus Boheman, 1843
- Lixus furcatus A.G.Olivier, 1807
- Lixus gandoensis Hustache, 1939
- Lixus gemellus Petri, 1928
- Lixus geminatus Boheman, 1843
- Lixus gemmellatus Gyllenhal, 1836
- Lixus germaini Hustache, 1936
- Lixus germari Boheman, 1843
- Lixus gerstaeckeri Petri, 1912
- Lixus ghesquierei Hustache, 1937
- Lixus gibbirostris Petri, 1904
- Lixus gibbosus Petri, 1928
- Lixus gibbus Cristofori & Jan, 1832
- Lixus giganteus Leoni, 1907
- Lixus gigas Fairmaire, 1904
- Lixus globicollis Petri, 1905
- Lixus gracilicornis Capiomont, 1874
- Lixus gracilis Boheman, 1836
- Lixus granicollis Aurivillius, 1910
- Lixus granulicollis Aurivillius, 1910
- Lixus griseosparsus Voss, 1965
- Lixus gurjevae Ter-Minasian, 1968
- Lixus guttiventris Boheman, 1843
- Lixus guttula
- Lixus guttulatus Desbrochers, 1899
- Lixus habilis Hustache, 1937
- Lixus haerens Boheman, 1836
- Lixus hartmanni Petri, 1912
- Lixus hastatus Petri, 1928
- Lixus hauseri Voss, 1932
- Lixus hebetatus Hustache, 1937
- Lixus helenae Hustache, 1923
- Lixus helvolus Boheman, 1843
- Lixus heydeni Faust, 1891
- Lixus hildebrandti Harold, 1879
- Lixus hirticollis Petri, 1904
- Lixus hispaniolus Petri, 1928
- Lixus hissaricus Ter-Minasian, 1966
- Lixus hottentotus Boheman, 1843
- Lixus hovanus Hustache, 1920
- Lixus humbloti Hustache, 1920
- Lixus humerosus Fairmaire, 1904
- Lixus humilis Petri, 1914
- Lixus hungarus Petri, 1905
- Lixus hybridus Petri, 1928
- Lixus hypocrita Chevrolat, 1866
- Lixus ibis Petri, 1904
- Lixus ignavus J.Thomson, 1858
- Lixus illaudatus Hustache, 1937
- Lixus imitator Faust, 1892
- Lixus imitatus Hustache, 1937
- Lixus immundus Boheman, 1859
- Lixus impar Desbrochers, 1899
- Lixus impexus Voss, 1960
- Lixus imponderosus Lea, 1911
- Lixus impressicollis Boheman, 1836
- Lixus impressifrons Petri, 1904
- Lixus impressiventris Petri, 1905
- Lixus impressus C.R.Sahlberg, 1823
- Lixus inaffectatus Hustache, 1936
- Lixus incanescens Boheman, 1836
- Lixus incarnatus Gyllenhal, 1836
- Lixus incurvinasus Csiki, 1934
- Lixus inermipennis Desbrochers, 1904
- Lixus inermipes Petri, 1928
- Lixus inermis Champion, 1902
- Lixus inflexofemoratus Petri, 1928
- Lixus infrequens Hoffmann, 1954
- Lixus inhumeralis Hustache, 1938
- Lixus inops Boheman, 1836
- Lixus inquinatus Boheman, 1836
- Lixus insolens Faust, 1899
- Lixus insularis Capiomont, 1874
- Lixus intermedius Petri, 1912
- Lixus invarius Walker, 1871
- Lixus iridis A.G.Olivier, 1807
- Lixus irkutensis Faust, 1894
- Lixus irresectus Boheman, 1836
- Lixus irroratus Reitter, 1895
- Lixus isfahanensis Gültekin, 2010
- Lixus isselii Gestro, 1889
- Lixus itimbirensis Duvivier, 1892
- Lixus ivae Chittenden, 1930
- Lixus javanus Faust, 1896
- Lixus jekeli Desbrochers, 1891
- Lixus jucundus Faust, 1892
- Lixus julliani Hustache, 1923
- Lixus juncii Boheman, 1835
- Lixus julichi  Casey, 1891
- Lixus kabulensis Voss, 1961
- Lixus karakumicus Bajtenov & Soyunov, 1990
- Lixus karelini Boheman, 1836
- Lixus kasaiensis Hustache, 1934
- Lixus kazakhstanicus Ter-Minasian, 1970
- Lixus kenyae Hustache, 1929
- Lixus kilimanus Kolbe, 1898
- Lixus kiritshenkoi Ter-Minasian, 1985
- Lixus kolbei Faust, 1899
- Lixus kolenatii Hochhuth, 1847
- Lixus korbi Petri, 1904
- Lixus korotyaevi Ter-Minasian, 1989
- Lixus kraatzii Capiomont, 1874
- Lixus kuatunensis Voss, 1958
- Lixus kulzeri Zumpt, 1932
- Lixus lacunosus Petri, 1928
- Lixus laesicollis LeConte, 1858
- Lixus laevicollis Petri, 1912
- Lixus languidus Faust, 1891
- Lixus laramiensis Casey, 1891
- Lixus larinoides Petri, 1914
- Lixus lateralis Brisout, 1866
- Lixus lateripictus Fairmaire, 1879
- Lixus laticollis Petri, 1905
- Lixus latro Marshall, 1945
- Lixus laufferi Petri, 1905
- Lixus lautus Voss, 1958
- Lixus lecontei Faust, 1883
- Lixus lefebvrei Boheman, 1836
- Lixus leleupi Marshall, 1953
- Lixus leninus Hustache, 1936
- Lixus lentzi Hustache, 1924
- Lixus lepidii Motschulsky, 1860
- Lixus leptosomus Blatchley, 1914
- Lixus levantinus Petri, 1904
- † Lixus ligniticus Piton, 1940
- Lixus likimiensis Hustache, 1937
- Lixus limbatus Boheman, 1843
- Lixus limbifer Petri, 1928
- Lixus lindiensis Hustache, 1938
- Lixus linearis A.G.Olivier, 1807
- Lixus lineatus Boheman, 1836
- Lixus linnei Faust, 1888
- Lixus lividus (T.P.Yeats, 1776)
- Lixus lodingi Chittenden, 1930
- Lixus longicollis Kolbe, 1898
- Lixus longipennis Hustache, 1939
- Lixus longulus Boheman, 1836
- Lixus loratus E.F.Germar, 1823
- Lixus loricatus Schneider
- Lixus luculentus Casey, 1891
- Lixus lugens Petri, 1912
- Lixus lukjanovitshi Ter-Minasian, 1966
- Lixus lupinus Blatchley, 1914
- Lixus lusingaensis Voss, 1962
- Lixus lutescens Capiomont, 1874
- Lixus luzonicus Faust, 1895
- Lixus lycophoeus Boheman, 1835
- Lixus lycophorus Boheman, 1836
- Lixus macer LeConte, 1876
- Lixus macer Petri, 1904
- Lixus maculatus Roelofs, 1873
- Lixus maculipennis Champion, 1902
- Lixus madagassus Faust, 1889
- Lixus madaranus Kôno, 1929
- Lixus maicopicus Ter-Minasian, 1966
- Lixus malatianus Faust, 1890
- Lixus malignus Faust, 1894
- Lixus manifestus Kirsch, 1868
- Lixus margaritae Davidyan, 1993
- Lixus marginalis Curtis, 1837
- Lixus marginatus Say, 1831
- Lixus marginellus (J.C.Fabricius, 1781)
- Lixus marginemaculatus Bach, 1854
- Lixus maritimus Fall, 1913
- Lixus marqueti Desbrochers, 1870
- Lixus massaicus Kolbe, 1898
- Lixus mastersi Pascoe, 1874
- Lixus meles Boheman, 1836
- Lixus mephitis Chittenden, 1930
- Lixus meregallii Fremuth, 1983
- Lixus merula Suffrian, 1871
- Lixus mexicanus Boheman, 1843
- Lixus miagri Laporte, 1840
- Lixus microlepis Ter-Minasian, 1973
- Lixus mimicanus Marshall, 1915
- Lixus miniatocinctus Desbrochers, 1866
- Lixus minutus Escalera, 1914
- Lixus mixtus LeConte, 1876
- Lixus mocquerysi Hustache, 1920
- Lixus modestus Mannerheim, 1843
- Lixus mogadorus Heyden, 1887
- Lixus moivanus Kôno, 1928
- Lixus moiwanus Kôno, 1928
- Lixus montanus Aurivillius, 1926
- Lixus monticola Kirsch, 1878
- Lixus morettiae Voss, 1964
- Lixus morosus Faust, 1887
- Lixus morulus Blatchley & Leng, 1916
- Lixus motacilla Boheman, 1836
- Lixus motacilla Schoenherr, 1832
- Lixus mucidus LeConte, 1876
- Lixus mucoreus Pascoe, 1885
- Lixus mucronatus (A.G.Olivier, 1791)
- Lixus muongus Heller, 1922
- Lixus musculus Say & T., 1832
- Lixus mutabiis Petri, 1928
- Lixus mutabilis Petri, 1928
- Lixus myagri A.G.Olivier, 1807
- Lixus nanus Boheman, 1836
- Lixus nathaliae Hustache, 1956
- Lixus nebulifasciatus Walker, 1859
- Lixus nebulosus Fahraeus, 1871
- Lixus neglectus Fremuth, 1983
- Lixus niansanus Kolbe, 1898
- Lixus nigricornis Desbrochers, 1893
- Lixus nigrinus Champion, 1902
- Lixus nigripes Hustache, 1933
- Lixus nigritarsis Boheman, 1836
- Lixus nigrolineatus Voss, 1967
- Lixus niloticus Chevrolat, 1873
- Lixus nitidirostris Kolbe, 1898
- Lixus nitidulus Casey, 1891
- Lixus noctuinus Petri, 1904
- Lixus nordmanni Hochhuth, 1847
- Lixus novellus Blatchley, 1925
- Lixus nubeculosus Illiger
- Lixus nubianus Capiomont, 1875
- Lixus nubilosus Boheman, 1836
- Lixus nycterophorus Reiche, 1850
- Lixus obesulus Casey, 1891
- Lixus obesus Petri, 1904
- Lixus obliquenubilus Quedenfeldt, 1888
- Lixus obliquivittis Voss, 1937
- Lixus obliquus Petri, 1907
- Lixus oblongus Petri, 1905
- Lixus obovatus Hustache, 1933
- Lixus obsoletus Endrödi, 1959
- Lixus ocellatus Chittenden, 1930
- Lixus ochraceus Boheman, 1843
- Lixus octolineatus (A.G.Olivier, 1791)
- Lixus ocularis Schoenh., 1826
- Lixus olivieri Faust, 1891
- Lixus opacirostris Hustache, 1939
- Lixus opacus Petri, 1912
- Lixus operculifer Petri, 1904
- Lixus orbitalis Boheman, 1836
- Lixus ordinatipennis Chittenden, 1930
- Lixus oregonus Casey, 1891
- Lixus orientalis Faust, 1896
- Lixus overlaeti Hustache, 1934
- Lixus pallasi Faust, 1890
- Lixus pallens Boheman, 1843
- Lixus pallipes Zumpt, 1938
- Lixus palpebratus Boheman, 1836
- Lixus papei Petri, 1912
- Lixus papillifer Petri, 1912
- Lixus paradoxus Kolbe, 1898
- Lixus paraguayanus Petri, 1928
- Lixus parallelus Boheman, 1843
- Lixus paraplecticus (C.Linnaeus, 1758)
- Lixus parcus LeConte, 1876
- Lixus pardalis Boheman, 1836
- Lixus parilis Faust, 1899
- Lixus parummaculatus Voss, 1962
- Lixus paulmeyeri Petri, 1905
- Lixus paulonotatus Pic, 1904
- Lixus pedronii Talamelli, 2008
- Lixus peninsularis Fall, 1913
- Lixus peraffinis Hustache, 1939
- Lixus peregrinus Boheman, 1836
- Lixus perforatus LeConte, 1876
- Lixus peristriatus Chittenden, 1930
- Lixus perjurus Hustache, 1936
- Lixus perlongus Fall, 1913
- Lixus perparvulus Desbrochers, 1870
- Lixus perplexus Faust, 1888
- Lixus perrieri Hustache, 1920
- Lixus peruvianus Petri, 1928
- Lixus pervestitus Chittenden, 1930
- Lixus petiolicola Gultekin & Korotyaev, 2011
- Lixus petrii Csiki, 1904
- Lixus pictipennis Hustache, 1934
- Lixus pierrei Roudier, 1954
- Lixus pilosellus Petri, 1928
- Lixus pilosulus Faust, 1895
- Lixus pinguinasus Petri, 1912
- Lixus pinguirostris Petri, 1912
- Lixus pinguis Gerstaecker, 1871
- Lixus pinkeri Voss, 1965
- Lixus pisanus Schneider
- Lixus pistrinarius Boheman, 1836
- Lixus placidus LeConte, 1876
- Lixus plagiatus Fahraeus, 1871
- Lixus planicollis Chittenden, 1930
- Lixus planifrons Petri, 1928
- Lixus plicatulus Petri, 1928
- Lixus plucheae Chittenden, 1930
- Lixus pollinosus Klug
- Lixus polylineatus Petri, 1904
- Lixus porcatus Boheman, 1843
- Lixus poricollis Marshall, 1947
- Lixus posticus Faust, 1884
- Lixus pracuae Faust, 1891
- Lixus praepotens Boheman, 1836
- Lixus probus Faust, 1886
- Lixus productus Stephens, 1831
- Lixus professus Faust, 1883
- Lixus profundus Chittenden, 1930
- Lixus propinquus Petri, 1912
- Lixus pubirostris Petri, 1904
- Lixus pudens Fahraeus, 1871
- Lixus pulcher Aurivillius, 1910
- Lixus pulverulentus (J.A.Scopoli, 1763)
- Lixus pulvinatus Boheman, 1836
- Lixus pulvisculosus Boheman, 1835
- Lixus punctatulus Petri, 1914
- Lixus punctatus Fischer de Waldheim, 1843
- Lixus puncticeps Hustache, 1939
- Lixus puncticollis Brisout, 1866
- Lixus punctinasus LeConte, 1876
- Lixus punctirostris Boheman, 1842
- Lixus punctirostris Capiomont, 1874
- Lixus punctiventris Boheman, 1836
- Lixus punctulatus (J.C.Fabricius, 1787)
- Lixus pungoanus Harold, 1879
- Lixus purpurariensis Stüben, 2022
- Lixus purus Petri, 1914
- Lixus pusio Blatchley, 1928
- Lixus pygmaeus Casey, 1891
- Lixus pyrrhocnemis Boheman, 1843
- Lixus quadraticollis Desbrochers, 1904
- Lixus quadratipunctatus Chittenden, 1930
- Lixus quadricollis Champion, 1902
- Lixus quadrifoveatus Petri, 1928
- Lixus querulus Faust, 1899
- Lixus rasilis Faust, 1899
- Lixus ravicularis Sturm, 1826
- Lixus ravus Petri, 1928
- Lixus rectirostris Desbrochers, 1905
- Lixus rectirostris Faust, 1890
- Lixus rectodorsalis Petri, 1904
- Lixus rectus LeConte, 1876
- Lixus recurvatus Schoenherr
- Lixus recurvus A.G.Olivier, 1807
- Lixus redivivus Petri, 1914
- Lixus regularipennis Chittenden, 1930
- Lixus reichei Capiomont, 1874
- Lixus remaudierei Hoffmann, 1948
- Lixus reymondi Hoffmann, 1954
- Lixus rhombifer Petri, 1912
- Lixus rhomboidalis Boheman, 1843
- Lixus rhynchaenus Petri, 1912
- Lixus ritsemae Pascoe, 1883
- Lixus roccatii Camerano, 1907
- Lixus rojasi Jekel, 1860
- Lixus rosenschoeldi Boheman, 1843
- Lixus rothschildi Aurivillius, 1912
- Lixus rubellus Randall, 1838
- Lixus rubicundus Dejean, 1833
- Lixus rubicundus Zubkov, 1833
- Lixus rubripennis Petri, 1914
- Lixus rubripes Desbrochers, 1905
- Lixus rubrolateralis Reitter, 1909
- Lixus rudiculus Petri, 1912
- Lixus rufescens Boheman, 1836
- Lixus ruficornis Boheman, 1836
- Lixus rufitarsis Boheman, 1836
- Lixus rufotibialis Csiki, 1934
- Lixus rufulus Boheman, 1836
- † Lixus rugicollis Boheman, 1836
- Lixus rugifer Petri, 1905
- Lixus rugulicollis Petri, 1912
- Lixus rugulirostris Champion, 1902
- Lixus rumicis Hoffmann, 1956
- Lixus runzoriensis Marshall, 1909
- Lixus sabulosus Dejean
- Lixus sagax Faust, 1899
- Lixus saintpierrei Capiomont, 1874
- Lixus salentinus Costa, 1839
- Lixus salicorniae Faust, 1888
- Lixus salsolae Becker, 1867
- Lixus sandoaensis Hustache, 1934
- Lixus sanghaiensis Hustache, 1936
- Lixus sanguineus Boheman, 1836
- Lixus sardiniensis Boheman, 1843
- Lixus scabricollis Boheman, 1843
- Lixus scabricollis Schneider, 1828
- Lixus scapularis Faust, 1887
- Lixus schach Faust, 1886
- Lixus schaeferi Hoffmann, 1950
- Lixus schoenherri Redtenbacher, 1867
- Lixus schouwiae Hoffmann, 1962
- Lixus scissifrons Petri, 1912
- Lixus scolopax Boheman, 1835
- Lixus scrobicollis Boheman, 1835
- Lixus scrobirostris Capiomont, 1874
- Lixus sculptirostris Petri, 1914
- Lixus sculpturatus Petri, 1928
- Lixus scutellaris Petri, 1905
- Lixus scutulatus Petri, 1905
- Lixus secretus Faust, 1896
- Lixus sedentarius Hustache, 1934
- Lixus segnis E.F.Germar, 1823
- Lixus sejugatus Faust, 1889
- Lixus semilunatus Petri, 1904
- Lixus semivittatus Casey, 1891
- Lixus seniculus Boheman, 1836
- Lixus separabilis Petri, 1928
- Lixus separatus Petri, 1914
- Lixus sericatus Boheman, 1845
- Lixus seriemaculatus Petri, 1913
- Lixus seriesignatus Boheman, 1836
- Lixus serripes Desbrochers, 1898
- Lixus severini Faust, 1899
- Lixus sexualis Casey, 1891
- Lixus seydeli Hustache, 1934
- Lixus siamensis Desbrochers, 1898
- Lixus sibiricus Ballion, 1878
- Lixus sicanus Capiomont, 1874
- Lixus siculus Boheman, 1835
- Lixus simplex Boheman, 1843
- Lixus sinuatus Motschulsky, 1849
- Lixus sitta Sahlberg, 1823
- Lixus smirnoffi Hoffmann, 1962
- Lixus snae Merceron, 1996
- Lixus sobrinus Casey, 1891
- Lixus soror Casey, 1891
- Lixus spartiiformis Hoffmann, 1956
- Lixus speciosus Miller, 1861
- Lixus spectabilis Boheman, 1835
- Lixus spinimanus Boheman, 1835
- Lixus spinipennis Petri, 1928
- Lixus staudingeri Petri, 1912
- Lixus strangulatus Faust, 1883
- Lixus striatopunctatus Desbrochers, 1904
- Lixus stupor Boheman, 1835
- Lixus sturmii Boheman, 1835
- Lixus subacutiformis Petri, 1928
- Lixus subacutus Boheman, 1843
- Lixus subangulatus Motschulsky, 1849
- Lixus subangustatus Motschulsky, 1849
- Lixus subcalvus Petri, 1928
- Lixus subcarinicollis Petri, 1928
- Lixus subcaudatus Boheman, 1843
- Lixus subconvexus Petri, 1912
- Lixus subcostatus Petri, 1912
- Lixus subcuneatus Faust, 1889
- Lixus subcuspidatus Voss, 1932
- Lixus subcylindricus Petri, 1908
- Lixus subdentatus Petri, 1904
- Lixus subfarinosus Desbrochers, 1893
- Lixus subfasciatus Cristofori & Jan, 1832
- Lixus sublimbellus Voss, 1962
- Lixus sublimis Petri, 1928
- Lixus sublinearis Petri, 1928
- Lixus sublobatus Petri, 1928
- Lixus subloratus Petri, 1928
- Lixus submaculatus Boheman, 1843
- Lixus submucronatus Petri, 1912
- Lixus subnebulosus Kolbe, 1883
- Lixus subornatus Hoffmann, 1962
- Lixus subpruinosus Petri, 1912
- Lixus subquadratithorax Desbrochers, 1895
- Lixus subrectinasus Desbrochers, 1899
- Lixus subsignatus Fahraeus, 1871
- Lixus subtilis Boheman, 1836
- Lixus subulatus Faust, 1891
- Lixus subulipennis Boheman, 1836
- Lixus suetus Boheman, 1843
- Lixus suillus Illiger
- Lixus sulcaticollis Petri, 1928
- Lixus sulcatus Kirsch, 1868
- Lixus sulciger Kolbe, 1898
- Lixus sulcimargo Champion, 1902
- Lixus sulcinasus Faust, 1896
- Lixus sulcirostris Gerstaecker, 1871
- Lixus sulphuratus Boheman, 1835
- Lixus sulphureovittis Brancsik, 1900
- Lixus sumatrensis Petri, 1912
- Lixus superciliosus Boheman, 1835
- Lixus sylvestris Marshall, 1941
- Lixus sylvius Boheman, 1843
- Lixus taeniatus Champion, 1902
- Lixus talyshensis Ter-Minasian, 1966
- Lixus tanarivensis Hustache, 1920
- Lixus tardus Suffrian, 1871
- Lixus tasmanicus Germar, 1848
- Lixus tatariae Steven, 1829
- Lixus tauricus Petri, 1904
- Lixus temerarius Petri, 1928
- Lixus temporalis Hustache, 1939
- Lixus tenellus Casey, 1891
- Lixus tenuicollis Boheman, 1835
- Lixus tenuipes Hartmann, 1897
- Lixus tenuirostris Boheman, 1843
- Lixus teretiusculus Boheman, 1835
- Lixus terminalis LeConte, 1876
- Lixus terminatus Csiki, 1934
- Lixus tibialis Boheman, 1843
- Lixus tibiellus Desbrochers, 1904
- Lixus tigrinus Reitter, 1890
- Lixus titubans Faust, 1890
- Lixus toltecus Champion, 1902
- Lixus torvus Boheman, 1835
- Lixus transsylvanicus Tournier
- Lixus triangulifer Petri, 1912
- Lixus tricolor Sturm, 1826
- Lixus tricostalis C.P.Thunberg, 1813
- Lixus tricristatus Chittenden, 1930
- Lixus trilineatus Sturm, 1826
- Lixus trinarius Petri, 1905
- Lixus tristis Boheman, 1835
- Lixus trivialis Fahraeus, 1871
- Lixus trivittatus Capiomont, 1874
- Lixus truncatellus Schoenherr, 1826
- Lixus tschemkenticus Faust, 1883
- Lixus tubulatus Petri, 1928
- Lixus tunisiensis Desbrochers, 1893
- Lixus turanicus Reitter, 1888
- Lixus turbatus Gyllenhal, 1824
- Lixus turkestanicus Desbrochers, 1898
- Lixus tusicollis Marshall, 1955
- Lixus ukamicus Faust, 1899
- Lixus ulcerosus Petri, 1904
- Lixus umbellatarum (J.C.Fabricius, 1787)
- Lixus uncticollis Petri, 1928
- Lixus uniformis Hustache, 1931
- Lixus usambicus Kolbe, 1898
- Lixus vachshensis Ter-Minasian, 1966
- Lixus vacillatus Hustache, 1939
- Lixus validirostris Capiomont, 1874
- Lixus validus Harold, 1879
- Lixus varicolor Boheman, 1835
- Lixus vaulogeri Hustache, 1938
- Lixus vectiformis Wollaston, 1854
- Lixus ventralis Winkler, 1932
- Lixus ventriculus Petri, 1912
- Lixus venustulus Boheman, 1835
- Lixus vestitus Dejean, 1830
- Lixus vetula Matsumura, 1910
- Lixus vibex Schoenherr, 1835
- Lixus vicinus Dejean, 1830
- Lixus vilis (P.Rossi, 1790)
- Lixus villosulus Desbrochers, 1904
- Lixus virens Boheman, 1836
- Lixus vittatus Motschulsky, 1845
- Lixus vittiger Chevrolat, 1844
- Lixus vittiger Guerin-Meneville, 1833
- Lixus vulneratus Schoenherr, 1835
- Lixus vulpinus Pascoe, 1885
- Lixus vultur Petri, 1912
- Lixus wahlbergi Boheman, 1845
- Lixus weisei Hartmann, 1904
- Lixus xambeui Hoffmann, 1955
- Lixus xanthocheloides Hustache, 1936
- Lixus xantusi Petri, 1904
- Lixus yunnanensis Voss, 1932
- Lixus zaitzevi Petri, 1906
- Lixus zoubkoffi Boheman, 1835
- Lixus zubkoffi Boheman, 1836

## Classification
Le nom valide complet (avec auteur) de ce taxon est Lixus Fabricius, 1801.
Lixus a pour synonymes :
- Achrus Dejean, 1821
- Allolixus Voss, 1962
- Callistolixus Reitter, 1916
- Campsolixus Hoffmann, 1962
- Compsolixus Reitter, 1916
- Dilixellus Reitter, 1916
- Erilixus Voss, 1962
- Eulixus Reitter, 1916
- Eutulomalus Desbrochers, 1893
- Eututoamtus Desbrochers, 1893
- Eututomalus Desbrochers, 1893
- Hapalixus Reitter, 1916
- Harpalixus Winkler, 1932
- Holcolixus Voss, 1962
- Leptosoma Westwood, 1838
- Lixochelus Reitter, 1916
- Lixoglyphus Hoffmann, 1956
- Lixur Gistel, 1856
- Odontus Dejean, 1821
- Ortholixus Reitter, 1916
- Parileomus Voss, 1939
- Pseudogasterocclisus Edwards & Vevers, 1975
- Pseudogasteroclisus Voss, 1962
- Spartus Dejean, 1821